# Spergula depauperata
Spergula depauperata är en nejlikväxtart som först beskrevs av Charles Victor Naudin och fick sitt nu gällande namn av T.M. Pedersen. 
Spergula depauperata ingår i släktet spärglar och familjen nejlikväxter. Inga underarter finns listade i Catalogue of Life.